# Larnas
Larnas ist eine französische Gemeinde mit 272 Einwohnern (Stand 1. Januar 2022) im Département Ardèche. Sie gehört zum Gemeindeverband Rhône aux Gorges de l’Ardèche.

## Geografie
Die Gemeinde liegt 8,1 Kilometer südwestlich von Viviers und etwa 15 Kilometer nordöstlich von Vallon-Pont-d’Arc auf einem Hochplateau im Weinanbaugebiet Côtes du Vivarais. Das Flüsschen Nègue durchquert das Gemeindegebiet und entwässert zum Escoutay. Im äußersten Südwesten verläuft die Conche zur Rhône.

## Bevölkerungsentwicklung
| Jahr                       | 1962 | 1968 | 1975 | 1982 | 1990 | 1999 | 2012 | 2018 |
| Einwohner                  | 54   | 52   | 56   | 83   | 70   | 90   | 195  | 241  |
| Quellen: Cassini und INSEE |      |      |      |      |      |      |      |      |

## Sehenswürdigkeiten
Die romanische Kirche Saint-Pierre stammt aus dem 11. und 12. Jahrhundert und ist seit 1907 als Monument historique klassifiziert.

## Wirtschaft
Das Bild der Gemeinde ist von Äckern, Wiesen und Lavendelfeldern geprägt. Im Süden liegt der große Wald Bois de Laoul. Ein wichtiger Erwerbszweig ist der Weinbau, außerdem hat der Tourismus durch das Ferienzentrum Le Domaine d’Imbours im Weiler Imbours an Bedeutung gewonnen. Lokale Produkte sind Weine der AOC Côtes du Vivarais und Comtés Rhodaniens, Trüffel und Lavendel.